# مایکل زند
مایکل زند (متولد ۱۹۲۷ میلادی) زبان‌شناس زبان فارسی است. او در کامیانتس-پودیلسکیی به دنیا آمد اما در سال ۱۹۳۰ به مسکو برده شد. در ۱۹۳۷ پدرش در تسویه‌های استالین کشته شد. زند در دانشگاه مسکو تحصیل کرد و سپس به دلیل سو پیشینه‌اش نتوانست شغلی به دست آورد، به شهر استالین‌آباد (امروزه دوشنبه) نقل مکان کرد که در آنجا در آکادمی علوم تاجیک از سال ۱۹۵۱ تا ۱۹۵۷ تحقیق می‌کرد. در آن سال، به دنبال اعاده حیثیت از پدرش پس از مرگ استالین، او به مسکو بازگشت که در آنجا او ریاست بخش لغت‌شناسی شد و عضو شورای ویراستار Narody Azii i Afriki ژورنال سرشناس خاورشناسی شوروی شد. در ۱۹۶۲، او در مؤسسه خاورشناسی آکادمی علوم شوروی محقق شد و در سال ۱۹۶۴ مشاور ویراستار دانشنامه ادبی شوروی گشت.
او شوروی را به قصد اسرائیل ترک کرد و استاد منصوب ادبیات فارسی و تاجیک در دانشگاه عبری شد و در سال ۱۹۷۵ او به عنوان مدیر بخش مطالعات ایرانی و ارمنی مؤسسهٔ خاورشناسی و مطالعات آفریقای این دانشگاه منصوب گشت.

## آثار زند
- شش قرن درخشش (مسکو ۱۹۶۷) در تاریخ ادبیات فارسی به زبان انگلیسی و عبری (ترجمه فارسی به سال 1972)[۳]
- فرهنگ یهودیان در اتحاد شوروی (به همراه Ch. Schmeruk، به سال 1973)[۴]
- بخاران و کوهستان یهودی‌ها (به همراه M. Altshuler و Y. Pinkash، به سال 1973)[۵]
- او به همراه with A. Tartakower و M. Zahave ویراستار Hagut Ivrit bi-Brit ha-Moaẓot مطالعات تم‌های یهودی و مشارکت‌هایشان در ادبیات عبری توسط محققان معاصر یهودی روسیه (به سال ۱۹۷۶) بود.[۶]
- برخی از اشعار عبری اش با تخلص Menaḥem de-Razin به صورت مخفیانه از شوروی به اسرائیل فرستاده شد و آنجا چاپ شد.[۷]

- Michael Zand, “FAŻLĪ NAMANGĀNĪ, ʿABD-AL-KARĪM,” Encyclopædia Iranica, IX/5, pp. 466-467, available online at http://www.iranicaonline.org/articles/fazli-namangani (accessed on 3۰ دسامبر ۲۰۱۲).
- Michael Zand, "FEṬRAT ZARDŪZ SAMARQANDĪ, SAYYED KAMĀL" Encyclopædia Iranica, Vol. IX, Fasc. 6, pp. 567-569